# Дороти и чаробњак у Озу
Дороти и чаробњак у Озу (енгл. Dorothy and the Wizard in Oz) је роман из области дечје књижевности који је написао Л. Френк Баум. Ово је четврта књига из серијала о чудесној земљи Оз и авантурама девојчице Дороти. По речима аутора, књига је настала због бројних дечјих захтева да се настави прича о Озу, а дечји захтеви су испоштовани и у самој причи, па се тако као један од главних јунака појављује и чаробњак, који је још у првој књизи стекао симпатије деце.

## Радња
Због земљотреса који је задесио кочију у којој су били Дороти и дечак Зеб, кочија је пропала у земљу и обрела се у чудесним земљама у средишту земље. Дружини коју су осим девојчице и дечака чинили још и маче Еурека и коњ Џим, придружио се и чаробњак из Оза, који је пропао у земљу са својим цепелином. Све време дружина покушава да нађе пут до куће упознајући необичне људе сачињене од поврћа, невидљиве медведе и страшна чудовишта од дрвета да би на крају доспели поново у бајковиту земљу Оз...

## Цитати
Гомила људи је и даље стајала и чекала. То је било све што су могли да учине, јер нико није хтео да оде и лиши се овог чудноватог призора, а није било начина ни да убрзају сам догађај.
Можда чудно изгледа, али је изванредан Чудотворац. Једина му је мана што је ретко кад у праву.